# 14-й танковый корпус (вермахт)
14-й танковый корпус (нем. XIV. Panzerkorps) — оперативно-тактическое объединение сухопутных войск нацистской Германии в период Второй мировой войны. Создан 21 июня 1942 года на основе 14-го армейского корпуса (моторизованного).

## Боевой путь
Операция «Блау»
С июля 1942 по февраль 1943 года участвовал в операции «Блау» и Сталинградской битве (ком. генерал от инфантерии Густав фон Витерсгайм). В состав корпуса входили:
- 16-я танковая дивизия (ком. Ганс Хубе)
- 3-я моторизованная дивизия (ком. генерал-лейт.  Хельмут Шлёмер
- 60-я моторизованная дивизия (ком. полк. Отто Колерман)

28 июня корпус начал наступление от Артёмовска в направлении р. Донец. В середине июля, после занятия Миллерова был включен в состав 6-й армии Паулюса.
8 августа совместно с частями 24-м танкового корпуса в районе Калача-на-Дону взял в окружение оборонявшиеся на западном берегу Дона части 62-й армии, после чего начал движение на Сталинград.
В 20-х числах августа части корпуса переправились через Дон и заняли плацдарм на восточном берегу. 23 августа 16-я танковая дивизия при поддержке 4-го воздушного флота стремительным броском вышла к Волге у северной окраины Сталинграда, преодолев за день более 50 км. В 23:10 радист 79-го моторизованного полка (Panzer Grenadier Regiment 79) из состава дивизии передал сообщение о том, что полк занял (Спартановку — северный пригород Сталинграда.
Южнее линии Котлубань-Орловка части корпуса отражали упорные попытки советской армии прорвать немецкий «коридор» от Дона к Волге, ширина которого составляла не более 30 км. Было также отражено советское контрнаступление к северу от Сталинграда (3—12 сентября).
14 сентября командующим корпусом был назначен командир 16-й танковой дивизии Ганс Хубе.  C 17 января 1943 по 4 марта 1943 — ген.-лейтенант  Хельмут Шлёмер. 
Второе формирование
- апрель 1943 — заново сформирован во Франции.
- июнь 1943 и до конца войны — воевал в Италии против британских и американских войск.

## Состав корпуса
| 4 июня 1942 года - XIV армейский корпус: - Группа Фёрстера: - 5-я румынская кавалерийская дивизия - 5-й моторизованный полк Rosiori - 7-й кавалерийский полк Rosiori - 8-й кавалерийский полк Rosiori - 2-й конный артиллерийский полк - 6-я румынская кавалерийская дивизия - 9-й моторизованный кавалерийский полк Rosiori - 10-й моторизованный кавалерийский полк Rosiori - 5-й кавалерийский полк Calarasi - 4-й конный артиллерийский полк - 13-я танковая дивизия: - 1/,2/,3/4-й танковый полк - 13-я моторизованная бригада - 1/,2/,3/66-й моторизованный полк - 1/,2/,3/93-й моторизованный полк - 13-й противотанковый дивизион - 43-й мотоциклетный полк - 1/,2/,3/,4/13-й артиллерийский полк - 13-й батальон связи - 4-й сапёрный батальон - Подразделения поддержки дивизии - Моторизованная дивизия СС «Лейбштандарт СС Адольф Гитлер» - 1/,2/,3/4-й охранный полк - 1/,2/,3/1-й моторизованный полк СС ЛССАГ - 1/,2/,3/2-й моторизованный полк СС ЛССАГ - Дивизион штурмовых орудий СС ЛССАГ - Танковый взвод СС ЛССАГ - Мотоциклетный полк СС ЛССАГ - 1/,2/,3/,4/Моторизованный артиллерийский полк СС ЛССАГ - Противотанковый дивизион СС ЛССАГ - Батальон связи СС ЛССАГ - Сапёрный батальон СС ЛССАГ - Моторизованная дивизия СС «Викинг» - 1/,2/,3/1-й моторизованный полк СС «Викинг» - 1/,2/,3/2-й моторизованный полк СС «Викинг» - Танковая рота СС «Викинг» - Мотоциклетный (Volkswagen) полк СС «Викинг» - 1/,2/,3/,4/,5/Моторизованный артиллерийский полк СС «Викинг» - Разведывательный батальон СС «Викинг» - Противотанковый батальон СС «Викинг» - Батальон связи СС «Викинг» - Сапёрный батальон СС «Викинг» - Подразделения обеспечения дивизии - 73-я пехотная дивизия - 1/,2/,3/444-й охранный полк (добавлен к дивизии) - 1/,2/,3/170-й пехотный полк - 1/,2/,3/196-й пехотный полк - 1/,2/,3/213-й пехотный полк - 173-й противотанковый дивизион - 173-я велосипедная рота - 1/,2/,3/,4/173-й артиллерийский полк - 173-й сапёрный батальон - 173-й батальон связи - Подразделения поддержки дивизии - 125-я пехотная дивизия - 1/,2/,3/419-й пехотный полк - 1/,2/,3/420-й пехотный полк - 1/,2/,3/421-й пехотный полк - 125-й противотанковый дивизион - 125-й велосипедный батальон - 1/,2/,3/,4/125-й артиллерийский полк - 125-й сапёрный батальон - 125-й батальон связи - Подразделения поддержки дивизии - Словацкая быстрая дивизия - 1/,2/,3/20-й пехотный полк - 1/,2/,3/21-й пехотный полк - 1/,2/,3/11-й артиллерийский полк (3 батареи/б-на) - 5-й разведывательный батальон - 11-я танковая рота | В августе 1942 (Сиротинский плацдарм): - 3-я моторизованная дивизия - 60-я моторизованная дивизия - 16-я танковая дивизия В декабре 1942 (в Сталинграде): - 3-я моторизованная дивизия - 29-я моторизованная дивизия В июле 1943 (в Италии): - Танковая дивизия «Герман Геринг» - 16-я танковая дивизия - 3-я моторизованная дивизия - 15-я моторизованная дивизия - 29-я моторизованная дивизия - 90-я моторизованная дивизия В декабре 1943: - 15-я моторизованная дивизия - 29-я моторизованная дивизия - 44-я пехотная дивизия - 94-я пехотная дивизия - 305-я пехотная дивизия - 5-я горнопехотная дивизия |

## Командующие корпусом
- С 21 июня 1942 — генерал пехоты Густав Антон фон Витерсхайм
- С 14 сентября 1942 — генерал-лейтенант Ханс-Валентин Хубе
- С 17 января 1943 — генерал-лейтенант Хельмут Шлёмер
- С 5 марта 1943 — генерал танковых войск Ханс-Валентин Хубе
- С 2 сентября 1943 — генерал танковых войск Херман Бальк
- С 1 октября 1943 — генерал танковых войск Ханс-Валентин Хубе
- С 22 октября 1943 — генерал танковых войск Фридолин фон Зенгер унд Эттерлин

### Комментарии
1. ↑  В сентябре 1942 Гитлер отправил Витерсгайма в отставку за повторное предложение оставить Сталинград. На его место был назначен командир 16-й танковой дивизии Ганс Хубе. Витерсгайм был переведен в «резерв фюрера» и больше не принимал участия в боевых действиях. На Нюрнбергском процессе выступал в качестве свидетеля.
2. ↑  24 августа в 4:00, (получив накануне доклад о прорыве немцев к Волге), Сталин послал командующему Сталинградским фронтом А. И. Еременко радиограмму следующего содержания[4]:

… обязательно и прочно закрыть нашими войсками дыру, через которую прорвался противник к Сталинграду, окружить прорвавшегося противника и истребить его. У вас есть силы для этого, вы это можете и должны сделать.

### Сноски
1. ↑  645-й отдельный танковый батальон. Дата обращения: 2 июля 2017. Архивировано 3 апреля 2016 года.
2. ↑  Panzergrenadier-Regiment 79 - Lexikon der Wehrmacht. Дата обращения: 21 июля 2020. Архивировано 24 июля 2020 года.
3. 1 2  Erickson, 2003, с. 369.
4. ↑  Erickson, 2003, с. 370.
5. ↑  German Army Group South 4 June 1942. United States Army Combined Arms Center. Дата обращения: 23 октября 2023. Архивировано 23 октября 2023 года.